# 藤田峻輔
藤田 峻輔（ふじた しゅんすけ、1993年5月31日 - ）は、日本の俳優。愛媛県西条市出身。

## 人物
小学1年生から中学3年生までの9年間剣道に打ち込む。剣道二段。17歳の時に単身で上京。以降テレビドラマ、舞台など幅広く活動している。

## 出演

### テレビドラマ
- 私が恋愛できない理由（2011年、フジテレビ）
- 運命の人（2012年、TBS）‐記者役
- えにしの記憶〜江戸→東京どらま〜（2014年、TOKYO MX）‐氏家篤志役
- Re:フォロワー　(2019年、テレビ朝日)-劇団員役

### 舞台
- 「ドラマチックに恋して」(2014年5月 築地本願寺ブディストホール)‐タナカ役
- 「君死にたまふことなかれ」（2014年、6月 AQUAstudio）‐坂本忠役
- 「MOTHER〜特攻の母　鳥濱トメ物語〜」（2014年8月、9月  ルネこだいら、新国立劇場）‐堀川圭作役
- 「ちはやぶる神の国〜異聞・本能寺の変〜」（2014年10月  新宿シアターサンモール）‐準主演・森蘭丸役
- office ENDLESS「RE-INCARNATION 〜RE-VIVAL〜」(2014年12月、2015年1月 スペース・ゼロ、サンケイホールブリーゼ) -トウモ 他
- office ENDLESS「桜の森の満開の下」(2015年2月 中目黒キンケロ・シアター）‐ハヤリ役
- 「見えない人たち」（2015年2月 築地本願寺ブディストホール）‐第3話　息子役
- 「BLOOD-C The LAST MIND」(2015年7月 世田谷パブリックシアター)
- DisGOONie「From Chester Copperpot」The Tempest、Cornelia、NEW WORLD  (2015年11月 東京芸術劇場)
- office ENDLESS「RE-INCARNATION〜RE-SOLVE〜」(2015年12月、2016年1月 スペース・ゼロ、サンケイホールブリーゼ、シアター1010)
- DisGOONie「Sin of Sleeping Snow」(2016年6月 Zeepブルーシアター六本木)
- PIXEL STAGE「そうだ、インドへ行こう」(2017年2月 上野ストアハウス) -鐘下役
- RANPO chronicle「憂鬱回廊」(2017年2月 シアターノルン) -矢場の男、膜役
- DisGOONie「From Three Sons of Mama Fratelli」(2017年6月 Zeepブルーシアター六本木　梅田芸術劇場)
- 「青の祓魔師 島根イルミナティ篇」(2017年10月 Zeepブルーシアター六本木、新神戸オリエンタル劇場 )
- 秦組「らん」(2018年1月 スペース·ゼロ)
- 「三國無双 官渡の戦い」(2018年4月 スペース・ゼロ、サンケイホールブリーゼ)
- 「三國無双 赤壁の戦い」(2019年2月 シアター1010)
- DisGooNie「PHANTOM WORDS」(2019年3月 ヒューリックホール東京)
- DisGooNie「PSY・S」(2019年11月 シアター1010、梅田芸術劇場)
- 「富豪刑事 Balance:UNLIMITED The STAGE」(2020年10月 品川プリンスホテル クラブeX)

### PV
- GORO-MC「ハローグッバイ」